# Багновець прерієвий
Багновець прерієвий (Ammodramus savannarum) — вид горобцеподібних птахів родини Passerellidae. Поширений в Північній Америці.

## Поширення
Ареал розмноження — відкриті луки та прерії від південної половини Канади через Сполучені Штати до Мексики та Центральної Америки. Гніздові птахи північного ареалу восени мігрують на південь Сполучених Штатів, Мексику, Центральну Америку та Карибські острови. Вони повертаються до найпівнічніших частин свого ареалу наприкінці березня.

## Підвиди
Визнано 12 підвидів:
- A. s. perpallidus (Coues, 1872)[4] — на південному заході Канади та в центральних і західних районах США.
- A. s. ammolegus Oberholser, 1942[5] — широко поширений у південній Аризоні та північно-західній Мексиці.
- A. s. pratensis (Vieillot, 1818)[6] — у південно-східній Канаді та на сході Сполучених Штаті.
- A. s. floridanus (Mearns, 1902)[7] — поширений у Флориді.
- A. s. bimaculatus Swainson, 1827[8] — в центральній і південній Мексиці, Гватемалі, Нікарагуа та Коста-Риці.
- A. s. beatriceae Olson, 1980[9] — в центральній Панамі.
- A. s. cracens (Bangs & Peck, 1908)[10] — поширений у північній та східній Гватемалі, Белізі, східному Гондурасі та північно-східному Нікарагуа.
- A. s. caucae Chapman, 1912[11] — трапляється в Колумбії.
- A. s. savannarum (Gmelin, JF, 1789)[12] — номінальна форма, поширений на Ямайці.
- A. s. intricatus Hartert, 1907[13] — острів Гаїті.
- A. s. borinquensis Peters, JL, 1917[14] — Пуерто-Рико.
- A. s. caribaeus (Hartert, 1902)[15] — Нідерландські Антильські острови.

## Опис
Птах завдовжки від 10 до 14 сантиметрів, розмах крил до 17,5 сантиметрів. Вага цього виду коливається від 13,8 до 28,4 г, при середній вазі 17 г. Дорослі птахи мають коричневі, сірі, білуваті та чорні смуги на верхній частині тіла. Грудка коричнева, а черево білувате. На грудях і животі зазвичай немає відміток. Вони мають вузьку світлу смужку на маківці та темно-коричневі смужки з боків маківки. Смужка над оком бежева, очне кільце білувате. У багатьох птахів також є жовто-оранжева пляма перед оком.